# Korobie
Korobie (biał. Кораб’е, Korabje; ros. Коробье, Korobje) – wieś na Białorusi, w obwodzie brzeskim, w rejonie stolińskim, w sielsowiecie Płotnica, nad Prypecią i przy Rezerwacie Krajobrazowym Środkowa Prypeć. 
W Korobiu funkcjonuje przeprawa promowa przez Prypeć. Leży ona jest na najkrótszej drodze łączącej Stolin z Łunińcem. W pobliżu wsi znajduje się stacja kolejowa Prypeć, położona na linii Równe – Baranowicze – Wilno.

## Historia
W dwudziestoleciu międzywojennym leżały w Polsce, w województwie poleskim, w powiecie stolińskim, w gminie Płotnica. Po II wojnie światowej w granicach Związku Radzieckiego. Od 1991 w niepodległej Białorusi.